# Limenitis capucinus
Limenitis capucinus är en fjärilsart som beskrevs av Johann Ernst Immanuel Walch 1775. Limenitis capucinus ingår i släktet Limenitis och familjen praktfjärilar. Inga underarter finns listade i Catalogue of Life.